# Jörlanda kyrka
Jörlanda kyrka är en kyrkobyggnad i Jörlanda, Stenungsunds kommun. Den tillhör Jörlanda församling i Göteborgs stift.

## Den gamla kyrkan
Nuvarande kyrka föregicks av en medeltida stenkyrka som troligen uppfördes på 1100-talet. 1626 - 1627 tillbyggdes ett vapenhus av sten. 1825 - 1826 byggdes kyrkan om vid östra sidan och fick ett bredare tresidigt kor. Samtidigt revs vapenhuset från 1600-talet och ett nytt kombinerat vapenhus och trapphus i trä byggdes upp vid västra sidan. En fristående klockstapel från 1740 - 1741 förbands därmed med kyrkan. På grund av sättningsproblem byggdes 1847 en strävpelare mot koret. Sättningarna fortsatte och 1852 fick man riva koret och bygga upp det på nytt. Fem år senare konstaterades nya sprickor.
Omkring mitten av 1600-talet uppfördes ett fristående klockstapel av trä som sannolikt stod i väster. Efter en tid revs stapeln och ersattes 1740-1741 av en ny som byggdes om 1781. Denna stapel byggdes ihop med kyrkan 1826.

## Den nuvarande kyrkan
1921 raserades gamla kyrkan i en kraftig brand. En ny stenkyrka uppfördes 1924-1926 på samma plats med delvis identiska mursträckningar efter ritningar av Sigfrid Ericson och Joël Mila utförde väggmålningar efter äldre förebilder. På kyrkans södra långvägg sitter en stentavla med inskrift på hebreiska och latin. Den minner om en av bygdens söner, Engelbert Jörlin (1733-1810). Inskriften på stenen betyder: EN HJÄLPSTEN ÄR HERREN, GUD MED OSS, HALLELUJA - UR MODERLIVET 1733, I DENNA GRAV 1810, EFTER SÅ MÅNGA VEDERMÖDER VILAR JAG ÄNTLIGEN , SALIG I JESU NAMN. ENGELB JÖRLIN. I SAM.7:12 (Allt härintill hafwer Herren hulpit oss).
Byggnaden består av ett enskeppigt långhus av sten som är utvändigt vitkalkat. I öster finns ett tresidigt avslutat kor. Vid norra sidan ligger sakristian och i väster finns kyrktornet som är byggt av trä och utvändigt vitmålat. I tornets bottenvåning är vapenhuset inrymt. 
Åren 2002-2003 genomgick kyrkan grundförstärkningar eftersom de sättningsproblem, som dokumenterades under 1800-talet har fortsatt. I samband med denna renovering fick kyrkan ny färgsättning, belysning och ljudanläggning, koret utvidgades genom att de främmere bängarna togs bort. Ett samlingsrum och två toaletter tillkom. 

## Inventarier

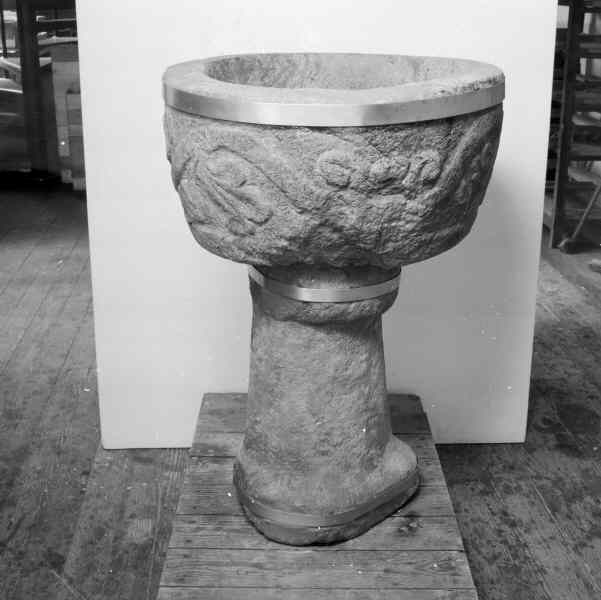
Dopfunten efter restaurering.

- Dopfunten av en glimmerrik grå gnejs är från mitten eller slutet av 1200-talet. Den är i två delar och har en total höjd av 94 cm. Cuppan är halvsfärisk med en plan undersida. Den har relativt ovanliga ornament i form av platta, breda akantusslingor, som avslutas med dekorativa blad. Foten är fyrsidig med ett cylindriskt skaft som avslutas upptill med en kraftig vulst. Den saknar ornament. Uttömningshål saknas och stora skador uppkom då kyrkan brann 1921. Funten är snarlik den i Ucklums kyrka, som också är tillverkad av en gnejs som finns i trakten. De är båda klumpigt utförda av relativt enkla funtmakare.[1]
- Altaruppsatsen tillverkades troligen 1685 av Hans Swants verkstad. Man lyckades rädda den från att brinna upp. Den centrala delen av målningen med nattvardsmotiv utfördes 1894. En äldre tavla (tidigt 1600-tal) hänger på kyrkans norra sidivägg. Vid dopaltaret hänger en tavla också från 1690-talet föreställande Jesu dop. På altaret står två stora ljusstakar av malm från 1600-talet, och ett träkrucifix från 1900-talet.
- Predikstolen är ritad av Sigfrid Ericson och är en efterbildning av gamla kyrkans predikstol från 1699 som förstördes vid branden.
- Två stora mässingsljuskronor från tidigt 1900-tal räddades vid branden.

### Orgel
- Den första orgeln tillkom 1884 och var byggd av Salomon Molander. Den förstördes i branden.
- Till den nya kyrkan utförde A. Magnusson Orgelbyggeri AB 1926 en orgel, vars fasad med ljudande pipor är bevarad. Verket byttes dock ut 1994 mot ett nytt tillverkat av Hammarbergs Orgelbyggeri AB vilket även innehåller äldre pipmaterial. Orgeln har sjutton stämmor fördelade på två manualer och pedal.[2]Orgeln har följande disposition:[2]

| Manual I. C-a3 | Manual II. C-a3 | Pedal. C-f1   | Koppel: |
| -------------- | --------------- | ------------- | ------- |
| Principal 8'   | Rörflöjt 8'     | Subbas 16'    | II/I    |
| Gedackt 8'     | Fugara 8'       | Gedacktbas 8' | II/P    |
| Oktava 4'      | Tvärflöjt 4'    | Flöjtbas 4'   | I/P     |
| Koppelflöjt 4' | Flautino 2'     | Fagott 16'    |         |
| Oktava 2'      | Sesquialtera II |               |         |
| Mixtur IV      | Krumhorn 8'     |               |         |
| Trumpet 8'     | Tremolo         |               |         |
|                |                 |               |         |